# Savoia-Marchetti SM.91
Savoia-Marchettis SM.91 là một mẫu máy bay tiêm kích-bom tầm xa của Ý, do hãng Savoia-Marchetti chế tạo.

## Tính năng kỹ chiến thuật (SM.91)
Đặc điểm tổng quát
- Tổ lái: 2
- Chiều dài: 13,25 m (43 ft 6 in)
- Sải cánh: 19,7 m (64 ft 7 in)
- Chiều cao: 3,85 m (12 ft 7 in)
- Diện tích cánh: 41,76 m² (449,3 ft²)
- Trọng lượng rỗng: 6.400 kg (14.080 lb)
- Động cơ: 2 × Daimler-Benz DB 605 kiểu động cơ V12 tăng áp, làm mát bằng chất lỏng,  ()  mỗi chiếc

 Hiệu suất bay 
- Vận tốc cực đại: 585 km/h (315 kn, 363 mph)
- Tầm bay: 1.600 km (864 nmi, 995 mi)
- Trần bay: 10.800 m (35.425 ft)
- Lên độ cao 6.000 m (19.680 ft): 7 phút 40 giây

Trang bị vũ khí

- 5 × pháo MG 151 20 mm
- 1.640 kg bom